# Reserve-Polizeibataillon 45
Reserve-Polizeibataillon 45 – jednostka Ordnungspolizei podczas II wojny światowej, formacja składała się z sudeckich Niemców, operowała na terenie Generalnego Gubernatorstwa i południowej części ZSRR. W niemieckiej nomenklaturze figurowała jako Reserve-Polizeibataillon 45.

## Historia
Rezerwowy batalion policji 45 został utworzony w Aussig. Składał się oprócz zawodowych policjantów z policyjnych rezerwistów. 17 stycznia 1940 nowo przybyły batalion zastąpił stacjonujący w Rzeszowie 63. rezerwowy batalion policji. W maju 1940 jego 3. kompania osłaniała obiekty państwowe w brzozowskim obszarze chronionym. W lipcu 1940 jako batalion wartowniczy został skierowany do Krakowa. W październiku 1940 batalion detaszowany został do Aussig  w celu uzupełnienia rezerw. Na wiosnę 1941 skierowany ponownie do Generalnego Gubernatorstwa w celu przygotowań do spodziewanej wojny niemiecko-radzieckiej. Tu został zreformowany razem z batalionem policyjnym 303 (IV. kompania stacjonująca w Jaśle, I. w Nowym Sączu, II. w Gorlicach i III. kompania w Sanoku) oraz z 314 batalionem w regiment policyjny tzw. "Polizei-Regiment Russland-Süd" operujący w trakcie działań wojennych na wschodzie w rejonie zabezpieczenia tyłowego Heeresgruppe Süd na Ukrainie. W lecie 1941 w południowych rejonach ZSRR batalion wziął udział pod dowództwem majora Martina Bessera m.in. w zagładzie węgierskich i miejscowych Żydów.